# Shogo: Mobile Armor Division
Shogo: Mobile Armor Division – gra komputerowa FPP stworzona i wydana przez studio Monolith Productions w 1998 roku. Gra nawiązuje do japońskiej anime i mangi. Gracz wciela się w pilota wielkich humanoidalnych robotów bojowych MCA. Etapy dzielą się na symulację mechów i na te w których bohater porusza się bez nich. Gra została stworzona na silniku Lithtech 1.0, który powstał we współpracy z Microsoftem.

## Fabuła
Gracz ma zadanie pokonać przywódcę rebeliantów Gabriela na polecenie UCA. Gra w późniejszym etapie daje możliwość wyboru pomiędzy UCA a rebeliantami dowodzonymi przez Gabriela. Akcja gry umiejscowiona jest na fikcyjnej planecie Kronos i na jej orbicie. Cywilizacja ludzka w grze wykazuje cechy zaawansowanej cywilizacji typu I w skali Kardaszewa.